# Elezioni parlamentari in Iraq del 1996
Le elezioni parlamentari in Iraq del 1996 si tennero il 24 marzo per il rinnovo della Camera dei rappresentanti. Esse videro la vittoria del Partito Ba'th, che ottenne il 64,4% dei voti e 161 seggi su 250.
In totale vi furono 689 candidature, approvate da un comitato presieduto dal Ministro della Giustizia.
L'affluenza fu del 93,5%.

## Risultati
| Liste                                | Voti      | %    | Seggi |
| ------------------------------------ | --------- | ---- | ----- |
| Partito Ba'th                        | 4.817.120 | 64,4 | 161   |
| Indipendenti                         | 2.483.360 | 33,2 | 83    |
| Partito Democratico del Kurdistan    | 89.760    | 1,2  | 3     |
| Partito Rivoluzionario del Kurdistan | 59.840    | 0,8  | 2     |
| Partito Comunista Iracheno           | 29.920    | 0,4  | 1     |
| Totale                               | 7.480.000 |      | 250   |